# حصار نيقية (1113)
وقع حصار نيقية عام 1113 في سياق الحروب السلجوقية البيزنطية.
بعد نجاح الحملة الصليبية الأولى وفشل الحملة الصليبية عام 1101، استأنف الأتراك عملياتهم الهجومية ضد البيزنطيين. الإمبراطور ألكسيوس الأول كومنينوس، الذي كان يعاني من الشيخوخة، لم يتمكن من التعامل مع الغارات التركية السريعة على ما تبقى من الأناضول البيزنطية. ومع ذلك، أخيرًا تم إحضار دولة سلاجقة الروم إلى المعركة عندما فرضت حصارًا على نيقية دون جدوى.